# Мой единственный
«Мой единственный» (англ. My One and Only) — мелодрама 2009 года режиссёра Ричарда Лонкрейна. Сюжет основан на событиях юности Джорджа Хэмилтона.

## Сюжет
Действие фильма происходит в США в 1950-е годы.
Энн Деверо живёт в Нью-Йорке со своим мужем-музыкантом Дэнни, их сыном Джорджем и своим старшим сыном от первого брака Робби. Она не проявляет особого интереса к жизни своих детей, и даже не помнит, какие школы они посещают. Однажды Энн уличает своего мужа в измене. Она заявляет ему, что бросает его и забирает детей. Энн берёт из сейфа наличные и отправляет своего сына купить Cadillac.
Вместе с сыновьями она отправляется через все штаты в поисках лучшей жизни и нового мужа, который бы обеспечил ей и её детям безбедную жизнь.

## В ролях
- Рене Зеллвегер — Энн Деверо
- Логан Лерман — 15-летний сын Энн, Джордж Деверо
- Ник Стал — Бад
- Эрик МакКормак — Чарли
- Крис Нот — Гарлан
- Кевин Бейкон — муж Энн, Дэнни Деверо
- Стивен Уэбер — Уоллес
- Марк Рендалл — старший сын Энн от первого брака, Робби
- Дэвид Кокнер — Билл Мэсси

## Награды и номинации

### Награды
- 2009 — 59-й Берлинский международный кинофестиваль
  - Приз экуменического жюри — Особое упоминание (основная конкурсная программа) — Ричард Лонкрэйн

### Номинации
- 2009 — 59-й Берлинский международный кинофестиваль
  - «Золотой медведь» (главный приз) — Ричард Лонкрэйн